# 広島高等工業学校
| 広島高等工業学校 （広島高工） | 広島高等工業学校 （広島高工） |
| ----------------------------- | ----------------------------- |
| 創立                          | 1920年                        |
| 所在地                        | 広島市                        |
| 初代校長                      | 川口虎雄                      |
| 廃止                          | 1951年                        |
| 後身校                        | 広島大学工学部                |
| 同窓会                        | 広島大学工学同窓会            |

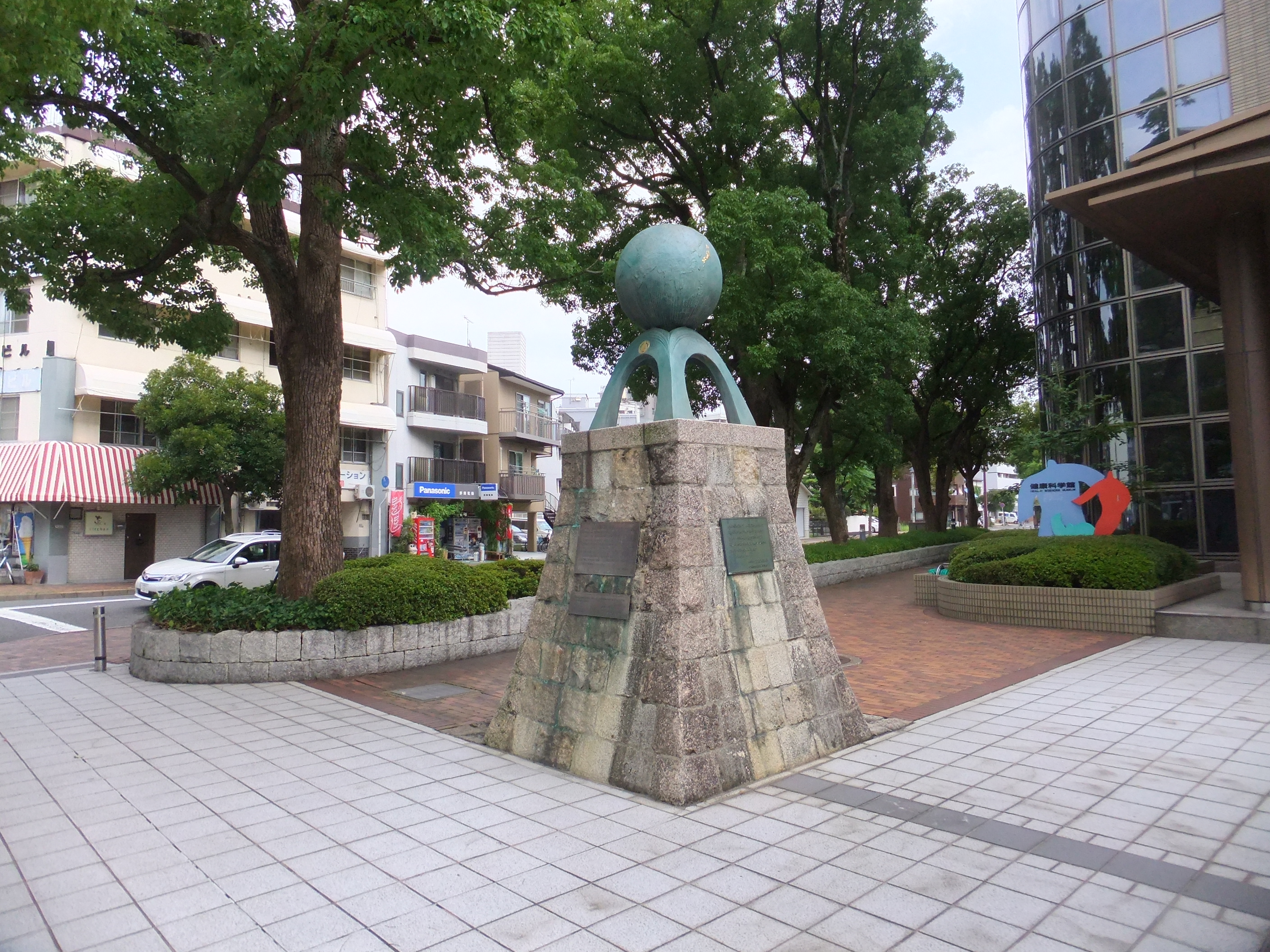
かつての校地内（広島市健康科学館前）に立つ「広島高等工業学校・広島大学工学部創立75周年記念碑」

広島高等工業学校（ひろしまこうとうこうぎょうがっこう）は、1920年（大正9年）1月、広島市に設立された官立の旧制専門学校。略称は「広島高工」。
この記事は改称後の広島工業専門学校（広島工専）についての記述も含む。

## 概要
- 広島県と地元財界の強力なバックアップにより誘致されたことから、地元産業との密接な関係を維持するため、学校開放主義の方針がとられた。
- 第二次世界大戦中の1944年（昭和19年）、広島工業専門学校と改称した。
- 現在の広島大学工学部の構成母体である。
- 卒業生により広島市立工業専門学校・広島大学工学部と共通の同窓会として一般社団法人「広島大学工学同窓会」（旧称・広島工業会）が組織されている。
- 旧制の実業学校（中等教育相当）である「（県立）広島工業学校」（略称は「広島工業」）、新制高等学校である「広島工業高等学校」（県立・市立の2校）と混同しないよう注意が必要である[1]。

## 沿革

### 広島高等工業学校時代
第一次世界大戦中の好景気を受けて、大工業の存在しない広島県では工業振興のための工学教育を求める声が地元財界の間で拡がり、当時、西日本では大阪と熊本の2校しか設置されていなかった高等工業学校（高工）を広島に誘致しようとする運動が起こった。誘致運動は広島県の強力な財政的バックアップによって展開され、その結果1917年（大正6年）の第39回特別帝国議会において横浜・広島・金沢の3市に高工を増設することが決定され、1920年1月17日の文部科学省直轄書学校官制の改正（勅令第15号）により、広島高等工業学校が設立（官制公布）された。設立にさいし初代校長には川口虎雄が就任し、機械工学科・電気工学科・応用化学科の3学科が設置された。川口校長は地元経済と密接な関係を保つため、学校開放主義を標榜し工業講話会や展覧会の一般公開などの行事を積極的に開催し、また地元業界のための技術改良や調査研究がすすめられ、1929年（昭和4年）には地元の醸造業界の要望に応えるかたちで醸造学科が新設された。
1937年以降、日中戦争の全面化により戦時体制が進行すると軍需産業のための教育・研究が重視されるようになり、この年度から広島高工は生徒募集定員が増加することとなり、1939年3月には工作機械学科が設置された。さらに広島市を含む重要工業都市に所在する高工6校に夜間部の設置が義務づけられると、臨時補修科（夜間部 / 1942年1月）、第二部機械工学科・応用化学科（同年3月）、第二部電気工学科（1943年1月）が次々に設置された。また工業教員の需要の高まりを背景に1939年5月には附設臨時工業教員養成所（のち附設工業教員養成所）が設置された。1942年度からは修業年限が3ヵ月短縮されることとなったが、他の高等教育機関の徴兵猶予が廃止されても高工の猶予措置は引き続き継続した。

### 広島工業専門学校時代
第二次世界大戦中の専門学校令改正に伴い、広島高工は広島工業専門学校と改称され、学科も第一部は機械科・電気科・化学工業科・醗酵工学科の4学科、第二部は機械科・化学工業科・電気科の3学科に再編された。敗戦間近の1945年4月には造船科が新設されたが、この時期になると生徒の大半は各地の軍需工場に勤労動員されるようになり、学校としてはほとんど機能を停止するに至った。同年8月6日の原爆投下により、市内中心部に位置していた広島工専は施設・教職員・生徒倶に大きな被害を受け、その後敗戦を経てしばらくの間郊外への疎開をよぎなくされた。本校復興後援会（1946年結成）の活動により広島工専が原校地への復帰を果たしたのは1947年1月である。
1948年、広島文理科大学を中心に「広島総合大学」を設立する運動が本格化すると、工専内部にもこれに呼応して「広島総合大学工学部設立委員会」が発足した。そして翌1949年5月、国立学校設置法の公布によって広島大学が発足すると広島工専は包括され、広島大学広島工業専門学校と改称、広島市立工業専門学校とともに同大学工学部の構成母体をなした。1951年3月には工専および附設工業教員養成所の最後の卒業式が挙行され、同月末日附設工業教員養成所とともに廃止された（なお、附設工業教員養成所は新制広島大学工学部で工業教員養成課程として復活した）。

### 年表
広島高等工業学校
- 1917年（大正6年） - 第39回特別帝国議会において広島市への工業高等学校設置が決定。
- 1920年（大正9年）
  - 1月17日 - 広島工業高等学校の設立。機械工学科・電気工学科・応用化学科の3学科を設置。
  - 4月10日 - 第1回入学式を挙行。
- 1921年（大正10年）5月21日 - 新築校舎が完成し、開校式を挙行。
- 1922年（大正11年）10月頃 - 第1回「工業講話会」を開催。
- 1923年（大正12年）3月17日 - 第1回卒業式を挙行。
- 1924年（大正13年）7月26日 - 入学資格者に甲種実業学校卒業者を加える。
- 1929年（昭和4年）4月30日 - 醸造学科を設置。
- 1930年（昭和5年）
  - 5月21日 - 創立10周年記念式を挙行。
  - 5月 - 同窓会として「広島工業会」が創立。
- 1931年（昭和6年）5月 -「工業国防研究会」を創設。
- 1937年（昭和12年）8月26日 - 臨時別科として工業技術員養成科を設置。
- 1938年（昭和13年）10月 - 工業労務補導学級の設置。
- 1939年（昭和14年）
  - 3月24日 - 工作機械学科を設置。
  - 5月23日 - 附設臨時工業教員養成所を設置。
  - 7月 - 夏期教育依託生を陸軍航空技術学校に派遣。
- 1941年（昭和16年）12月27日 - 修業年限短縮による第20回卒業式を挙行。
- 1942年（昭和17年）
  - 1月 - 臨時補修科（夜間部）を設置。
  - 3月25日 - 第二部機械工学科・応用化学科を設置。
- 1943年（昭和18年）
  - 3月23日 - 附設臨時工業教員養成所を附設工業教員養成所に改称。
  - 3月29日 - 第二部電気工学科を設置。

広島工業専門学校時代
- 1944年（昭和19年）
  - 3月28日 - 広島工業専門学校と改称。各学科はそれぞれ機械科・電気科・化学工業科・醗酵工学科と改称。工作機械学科は機械科に併合。
  - 10月5日 - 工業学校実業科教員養成所を設置。
- 1945年（昭和20年）
  - 1月31日 - 文部省科学研究補助技術員広島養成所（精密測定科）を設置。
  - 4月 - 造船科を増設。
  - 7月9日 - 同上・分光化学分析科および数値計算科を設置。
  - 8月6日 - 原爆被災。
  - 9月 - 講堂前広場で戦災死亡者のための合同追悼会開催。
  - 11月1日 - 呉の旧海軍第11航空廠建物を仮校舎として開講。
- 1946年（昭和21年）6月1日 - 本校復興後援会を結成。
- 1947年（昭和22年）
  - 1月27日 - 広島の原校地への復帰完了。
  - 3月24日 - 男女共学制許可。
- 1948年（昭和23年）
  - 1月 - 校内に「広島総合大学工学部設立委員会」が発足。
  - 5月23日 - 復興工事落成を記念する産業博覧会を開催。
- 1949年（昭和24年）5月31日 - 新制広島大学に包括され、広島大学広島工業専門学校と改称。
- 1950年（昭和25年）11月 - 創立30周年記念式典を挙行。
- 1951年（昭和26年）
  - 3月15日 - 本校および附設工業教員養成所の最後の卒業式を挙行。
  - 3月31日 - 附設工業教員養成所とともに廃止。

## 歴代校長
広島高等工業学校長
- 初代：川口虎雄（1920年1月19日 - 1936年5月16日）
熊本高等工業学校長より転任。退官により転任。
- 第2代：長俊一（1936年5月16日 - 1943年6月21日死去）
浜松高等工業学校長より転任。
1943年6月21日 - 7月31日：西垣忠次郎教授が校長事務取扱。
- 第3代：北沢忠男（1943年7月31日 - 1944年3月28日）
徳島高等工業学校長より転任。

広島工業専門学校長
- 初代：北沢忠男（1944年3月28日 - 1945年11月24日）
明治工業専門学校長に転任のため退任。
- 第2代：中江大部（1945年11月24日[2] - ）
広島工専教授より昇任。

## 著名な卒業者
- 竹鶴威 - ニッカウヰスキー相談役。元社長。（広工専1945、北海道大学卒）
- 広田精一郎 - 東レ元社長
- 坪井直 - 日本原水爆被害者団体協議会代表委員。広島県被爆者団体協議会理事長。（広工専）
- 中藤敦 - 写真家。（広高工）
- 部谷孝之 - 元衆議院議員、民社党。（広高工）
- 虫明康人 - 東北大学名誉教授、元東北工業大学学長、IEEEマイルストーン、紫綬褒章。自己補対アンテナ発明者。（広高工、東北大学卒）
- 山崎芳樹 - 元マツダ社長。サッカー指導者。（広高工）
- 頼實正弘 - 第6代広島大学学長。化学工学。（広高工、東京工業大学卒）

## 校地の変遷と継承

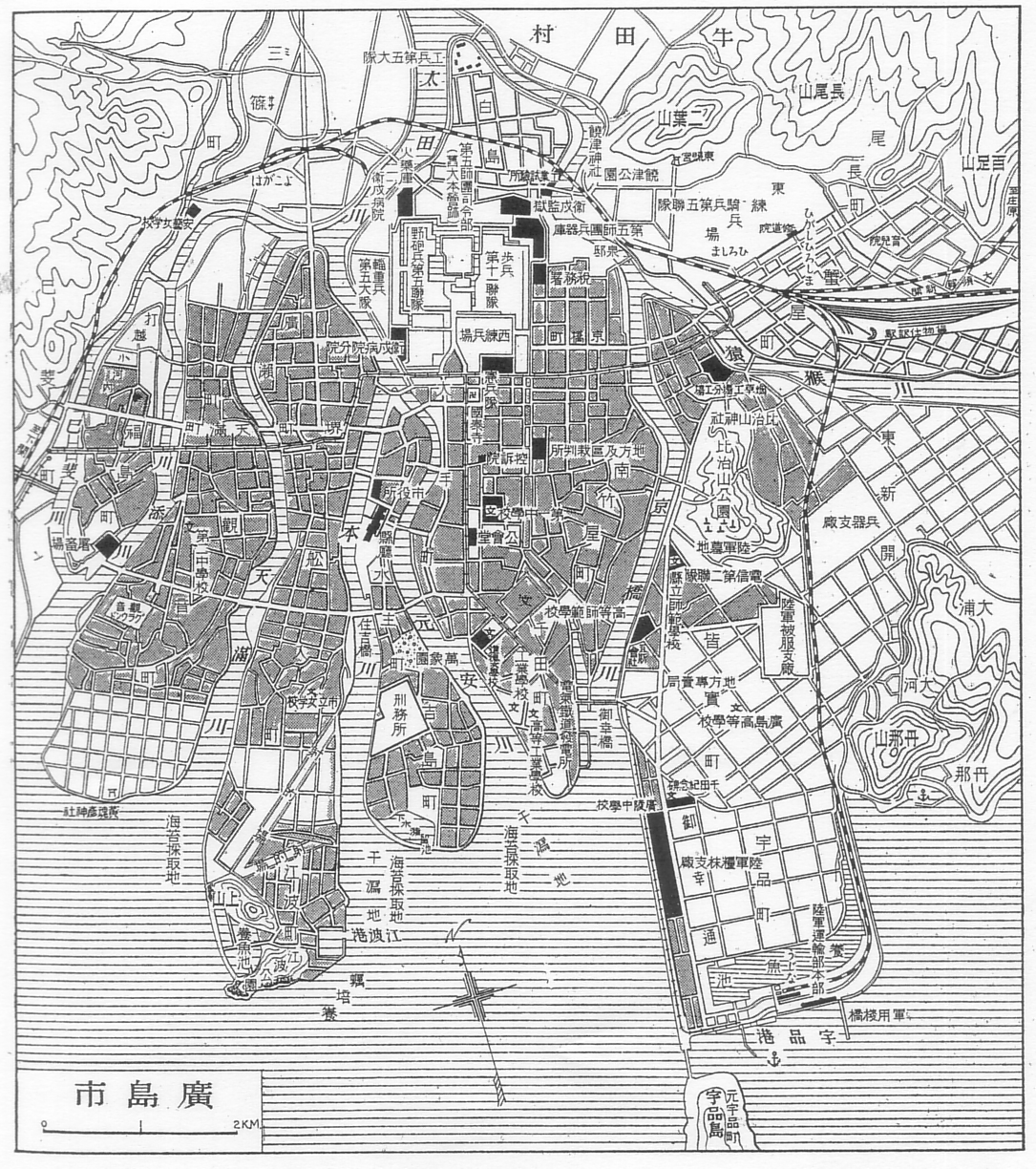
1930年頃の広島市地図 / 当時の広島高等工業学校（千田町校舎）の所在地が示されている。

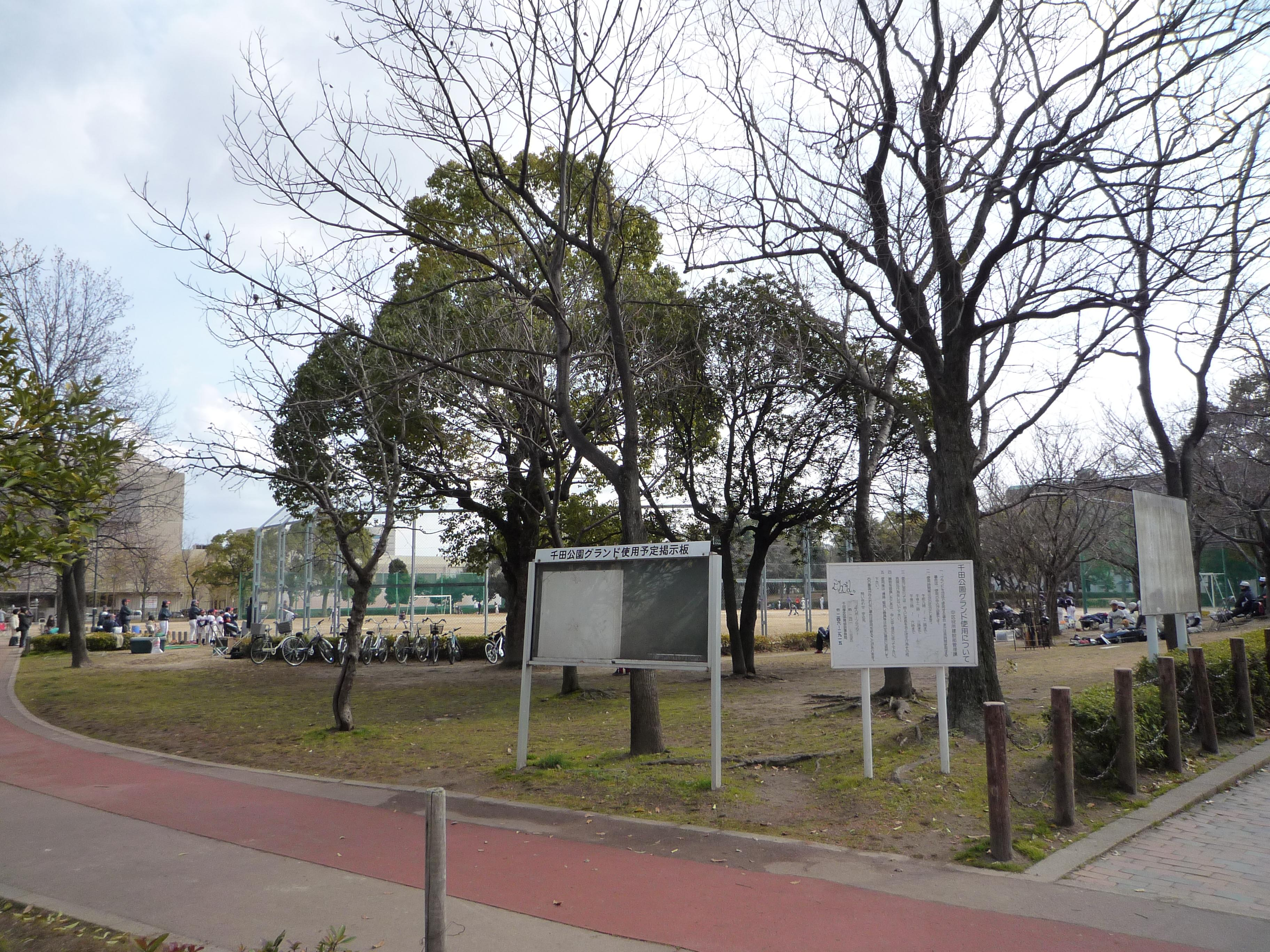
旧千田町校地の現状（千田公園グラウンド）

### 千田町校地の形成
設立時の校地はもともと旧広島藩主の浅野氏の所有地で、千田町（現在の広島市中区千田町三丁目）の一角にあり、西隣には県立広島工業学校（現・県立広島工業高等学校）が立地していた。また近隣には、のち広島大学本部キャンパスとなった広島高等師範学校・広島文理科大学の校地も所在していた。千田町校地は基本的には高工（工専）の新制大学移行時まで維持されたが、原爆被災による校舎倒壊の結果、一時使用不能となったため、広島工専は1945年10月から呉市広町の第11海軍航空厰工員養成所の建物を仮校舎として開講、1947年1月になって千田町の旧校舎に復帰した。

### 新制移行から現在まで
その後、千田町校地は広島大学工学部に継承されて千田キャンパスとなり、東広島キャンパスへの統合移転まで使用された。1982年、広大全学部のスタートを切って工学部が東広島市に移転したが、その際千田キャンパス跡地は更地にされ、その後1988年以降千田公園として整備されて現在に至っている。このため旧高工・工専時代の建造物はほとんど現存していないが、工専時代から新制工学部に至るまで使用された正門門柱（被爆建造物）は、学部のシンボルとして移転先の学部本館正面前に移築され現在に至っている。また、当時の正門近くに位置する広島市総合健康センター（健康科学館）の正面前には、かつての高工・工専の正門前の石垣の被爆石を積み上げたものを基礎とした「広島高等工業学校・広島大学工学部創立75周年記念碑」が広島工業会（当時）によって建立（1995年）されている。

### 醸造学科実験室
醸造学科実験室は、高工時代の1929年頃に竣工したRC造2階建の建造物である。大部分が木造2階建であった同校校舎のなかでは数少ない非木造の建造物であり、原爆被災時には爆心地から2.06㎞の位置にあって爆風によって屋根が大破したことを除いて建物自体に大きな損壊はなく、火災も発生しなかった。工専の疎開先からの復帰と授業再開を経て、新制広島大学の発足後は同大学の工学部発酵工学科の本館として使用された。しかし詳細な時期は不明であるが1968年頃解体・撤去された。

## 原爆による被害
1945年（昭和20年）8月6日の原爆被災時、広島工専校舎は爆心地より2.1kmに位置し、工専では授業・勤務を開始した直後だった。原爆炸裂による爆風で、ほとんどが木造2階建であった校舎は火災は出さなかったものの倒壊・大破し校内の生徒・職員などから多くの死傷者を出した。死亡者数は即死または数カ月以内に死亡した者だけで教職員が14名、三年生が23名、二年生が34名、一年生が31名で、計102名である。
新制広島大学移行後の1972年3月には広島大学原爆死没者慰霊行事委員会が発足して工専を含む広島大の旧制包括校の原爆犠牲者の慰霊事業が行われることとなり、その主要事業として1974年8月「広島大学原爆死没者追悼之碑」が建立された。この碑は広大本部が東広島キャンパスに移転したのちも東千田キャンパス内に残され、大学関係者によって毎年慰霊式典が行われている。

## 関連書籍
- 広島大学二十五年史編集委員会 『広島大学二十五年史：包括校史』 広島大学、1977年
- 有元正雄ほか 『広島県の百年』 山川出版社、1983年 ISBN 4634273403
- 被爆建造物調査委員会（編） 『被爆50周年 ヒロシマの被爆建造物は語る - 未来への記憶』 広島平和記念資料館、1996年
- 山下和也・井手三千男・叶真幹 『ヒロシマをさがそう：原爆を見た建物』 西田書店、2006年　ISBN 488866434X
- 広島大学文書館（編） 『広島大学の五十年』 広島大学出版会、2013年　ISBN 9784903068084